# 伊達宗興 (一関藩嫡子)
伊達 宗興（だて むねおき）は、江戸時代前期の陸奥国一関藩の世嗣。官位は従五位下・市正。

## 生涯
慶安2年（1649年）、陸奥仙台藩一門・伊達宗勝の長男として誕生した。
万治3年（1660年）8月25日、父・宗勝が仙台藩から3万石を分知されて一関藩主になると、大名の世子として寛文3年（1663年）に従五位下・市正に叙任され、翌寛文4年（1664年）には大老・酒井忠清正室の妹（姉小路公景の四女）を忠清の養女として宗興の正室に迎えている。これは、当時伊達騒動の渦中にあった仙台藩内で、宗勝と対立していた田村宗良・伊達宗重・伊達宗景らへの対抗手段を得るため、忠清との関係強化を図った宗勝の意向によるものであった。
しかし、寛文11年（1671年）にその忠清の屋敷で刃傷沙汰が発生すると、宗勝は後見役としての責任を問われ、一関藩は改易された。この時、宗興も父に連座して豊前国小倉藩主・小笠原忠雄預かりとなり、正室姉小路氏と男子3人（千之助・千勝・右近）は伊予国吉田藩主・伊達宗純（宇和島藩支藩）預かりとなった。宗興は小倉城内に与えられた屋敷で余生を送り、元禄15年（1702年）6月10日に死去した。享年54。吉田藩に預けられた妻子も同地で死去したが、父・宗勝が吉田藩立藩の折に協力的であったことから、宗純は暮らし向きに不便のないよう取り計らったという。

## 人物・逸話
- 伊達騒動の引き金となった仙台藩3代藩主・伊達綱宗の隠居の原因を酒井忠清と伊達宗勝の陰謀によるものとする説があり、この説では最終的に両者は宗興を仙台藩主に据えるつもりであったとされている。この説は小説などで用いられることも多く、広く一般に流布しているが、その出所は天保5年（1834年）に編纂された『茂庭家記録』で、同書の編者も「このような噂話があった（伝えて云う）」という形で紹介しており、これを事実と見るには無理がある[1]。

## 系譜
- 父：伊達宗勝（1621年 - 1679年）
- 母：立花宗茂の養女 - 立花種次の娘
- 正室：酒井忠清の養女 - 姉小路公景の四女
  - 男子：伊達千之助（寛文6年（1666年） - 元禄8年（1695年）3月20日）
  - 男子：伊達千勝（寛文8年（1668年） - 元禄7年（1694年）7月13日）
  - 男子：伊達右近（寛文10年（1670年） - 宝永4年（1707年）4月22日）

## 系図
```
　　　　　　　酒井忠清
　　　　　　　　┣━━━━酒井忠寛
　　　　　　┏━女
姉小路公景━┫　　　　　┏伊達千之助
　　　　　　┗━女　　　┃
　　　　　　　　┣━━━╋伊達千勝
伊達宗勝━━━伊達宗興　┃
　　　　　　　　　　　　┗伊達右近

```